# مشفهة غربية
مشفهة غربية (الاسم العلمي:Chiloglanis occidentalis) هي نوع من الأسماك تتبع جنس المشفهة من فصيلة الموشوكيات.